# 乌帕内马
乌帕内马（葡萄牙語：Upanema）是巴西北大河州的一个市镇。总面积881.806平方公里，总人口12727人，人口密度14.4人/平方公里。